# Große Eiche bei Ottersdorf

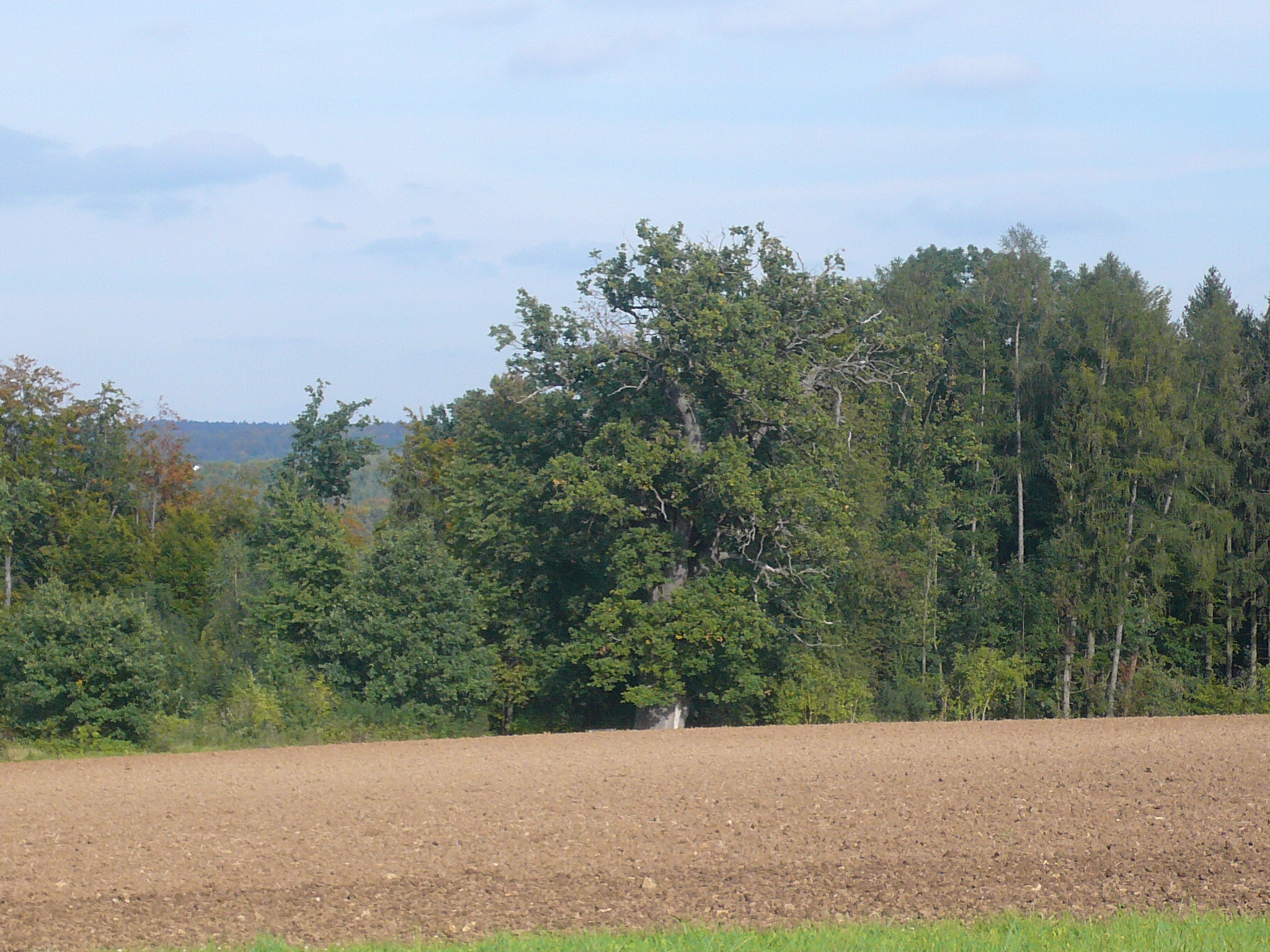
Blick vom Gehöft

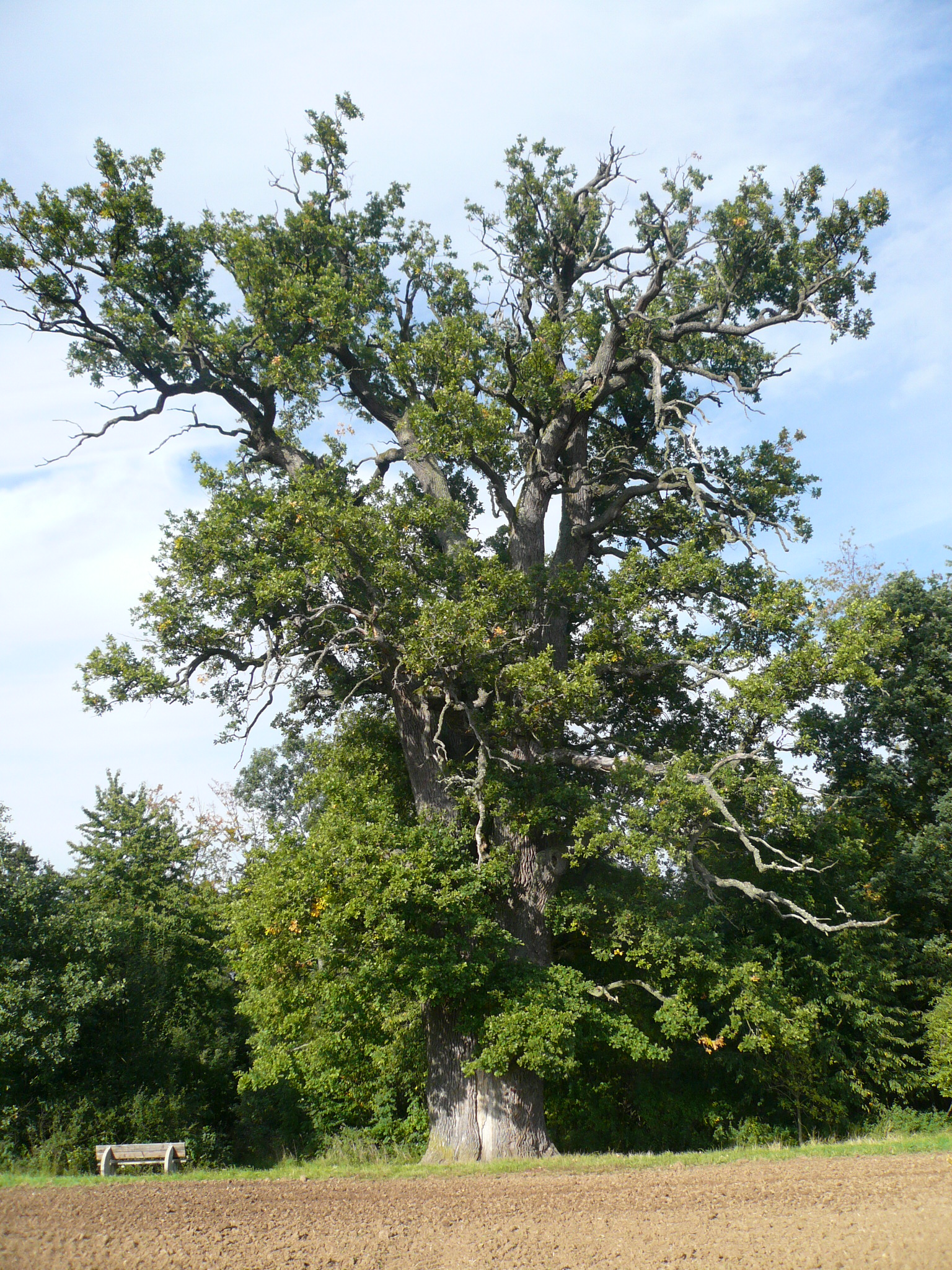
Die Große Eiche vom Feld aus

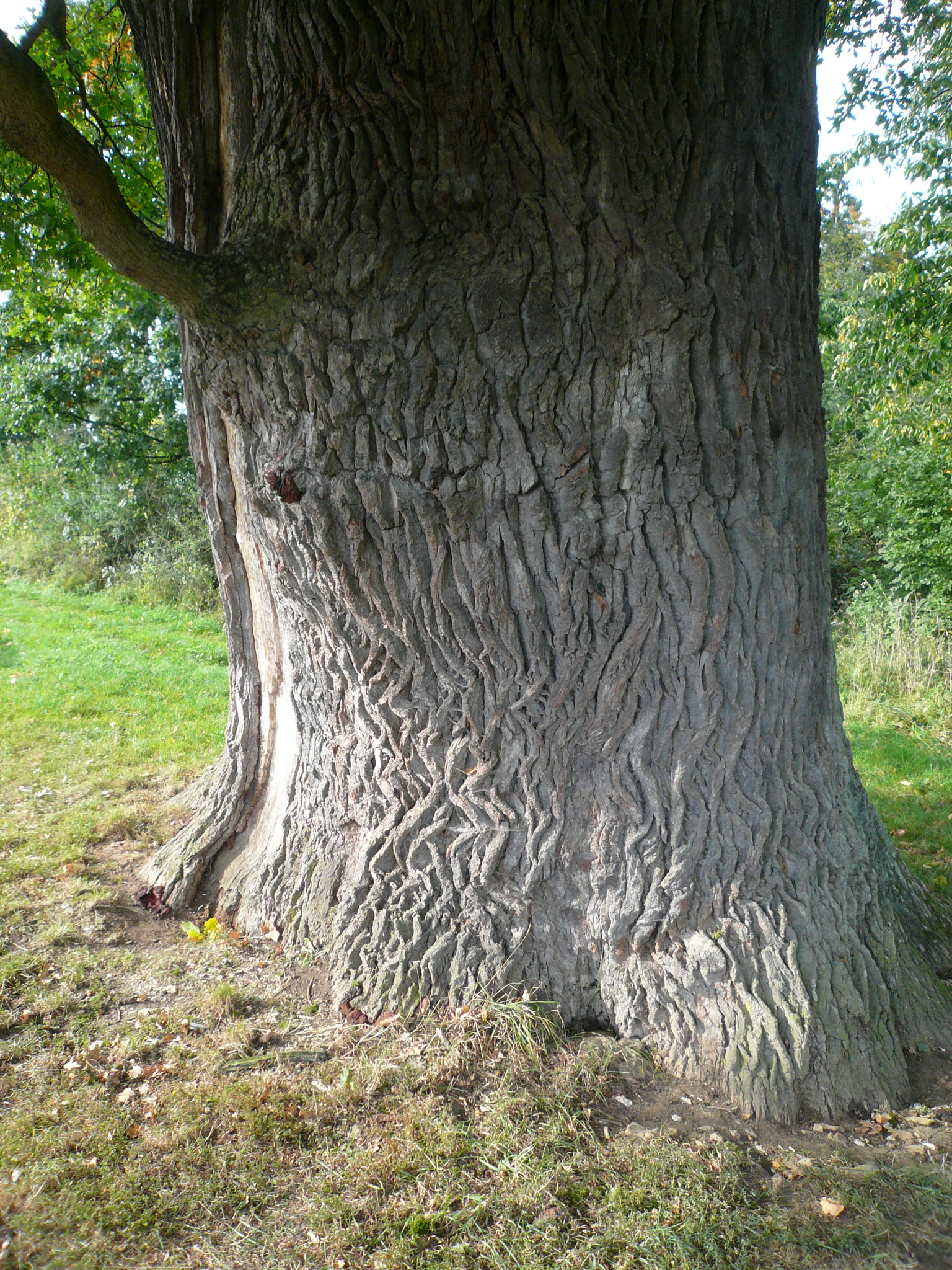
Stamm mit Blitznarbe

Die Große Eiche, auch Tausendjährige Eiche genannt, steht etwa 500 Meter westlich von Hexenagger, einem Ortsteil der Gemeinde Altmannstein im Landkreis Eichstätt, auf etwa 430 Meter Höhe über Normalnull. Die Stieleiche (Quercus robur) befindet sich unmittelbar am Rand des Waldes in der Nähe eines großen Feldes. Etwa 250 Meter südwestlich davon liegt das namensgebende Gehöft Ottersdorf.

## Beschreibung
Der Stamm erscheint walzenförmig und ist bis in etwa fünf Meter Höhe völlig astfrei. Er weist keine Höhlung auf, hat aber einen Blitzschaden von der Krone bis zum Boden. In der Krone befinden sich ein paar tote Äste, sie erscheint aber sonst in gutem Zustand. Der Boden, auf dem die Eiche steht, ist leicht zum Wald hin geneigt. Die Eiche wiederum neigt sich in die entgegengesetzte Richtung, zum Feld hin, macht aber insgesamt noch einen sehr vitalen Eindruck.
1990 hatte der Stamm in 1,3 Meter Höhe bei einer Gesamthöhe des Baumes von 29 Metern und einem Kronendurchmesser von 24 Metern einen Umfang von 7,85 Metern. Im Jahr 2007 hatte der Stamm an der Stelle seines geringsten Durchmessers einen Umfang von 7,93 Metern und in einem Meter Höhe von 8,17 Metern. Der Baum zählt damit zu den stärksten Eichen in Bayern. Das Alter der Eiche wird in der Literatur mit 320 bis 450 und über 600 Jahren angegeben.

## Bilder

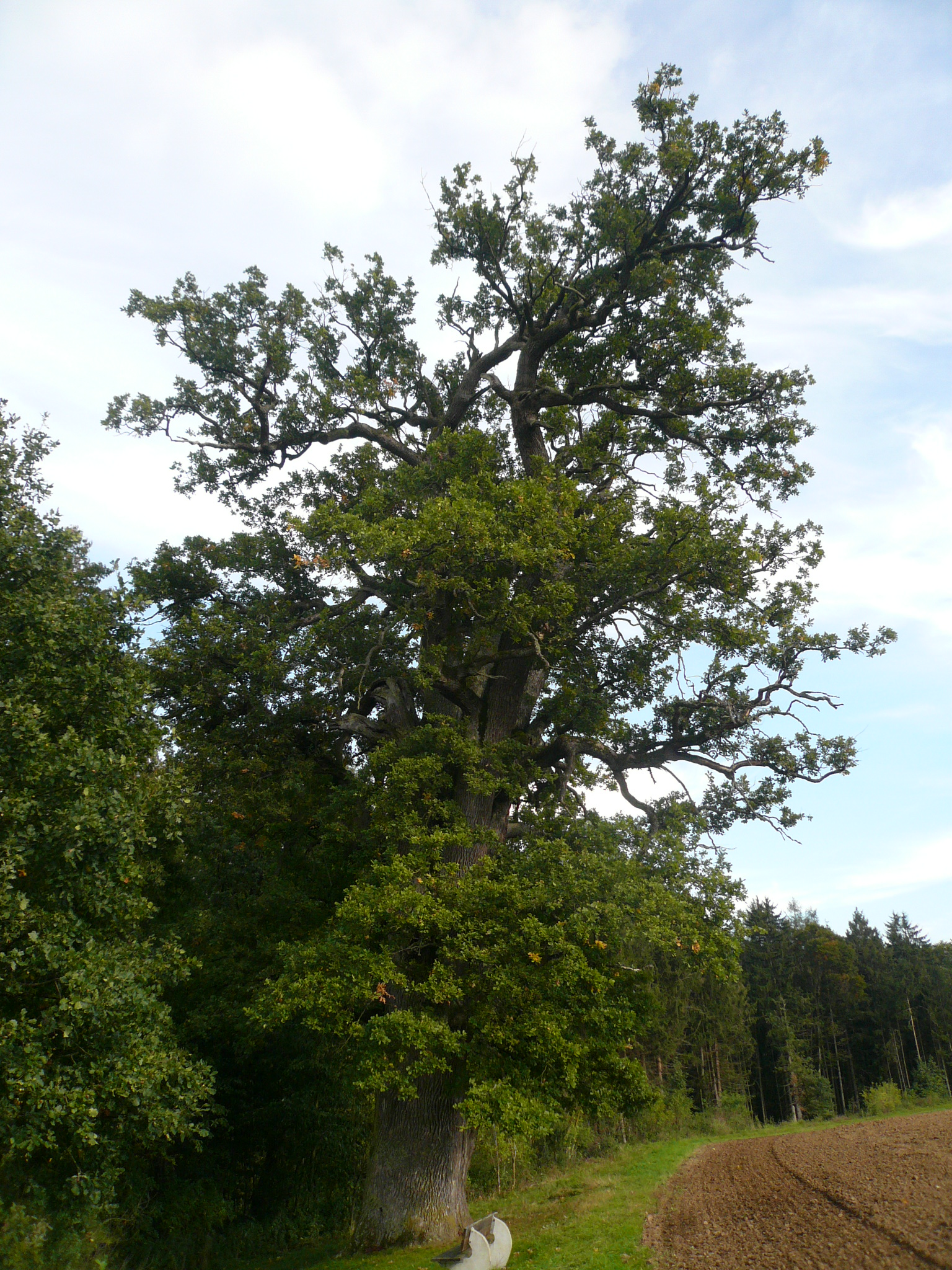
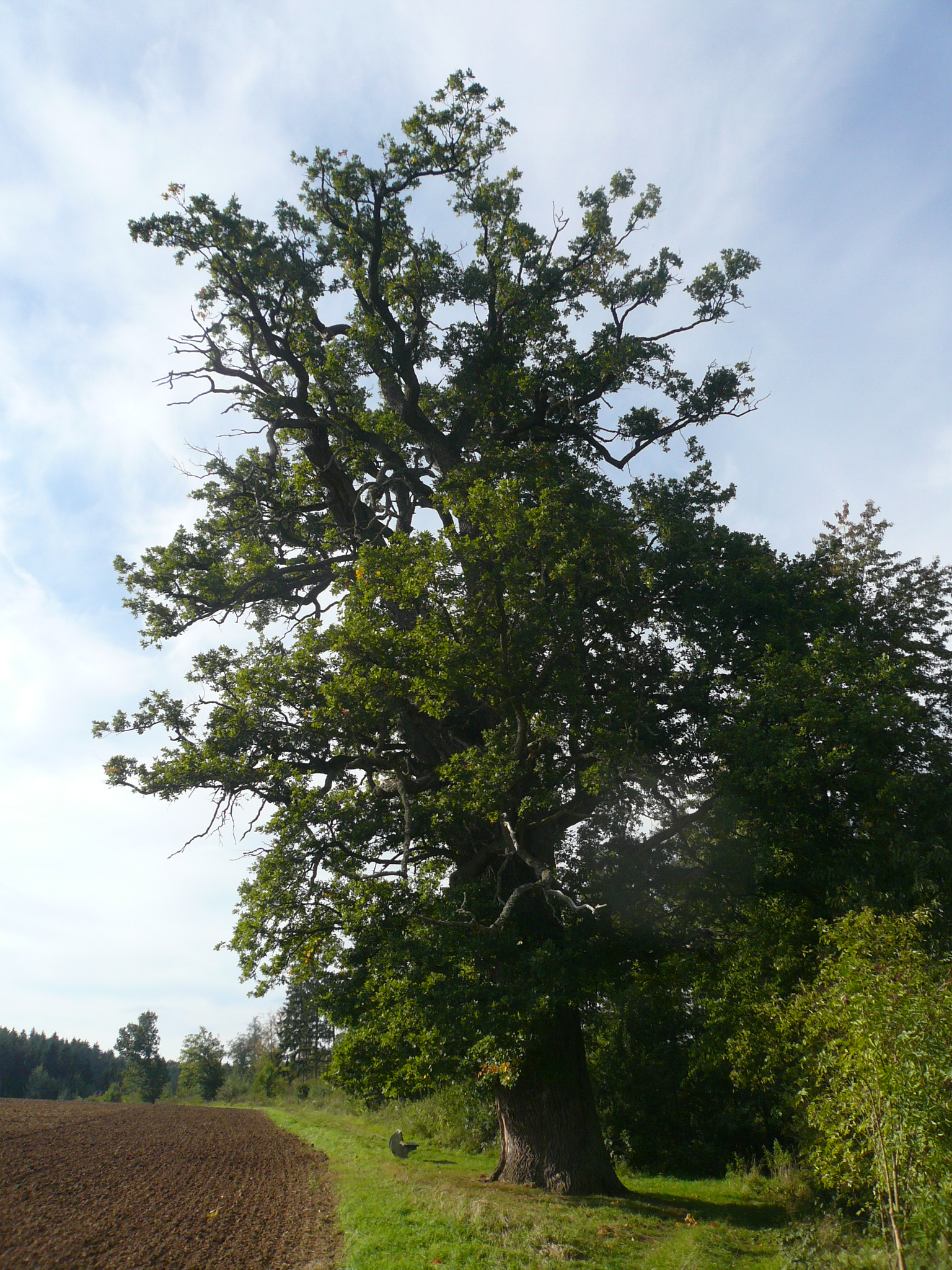
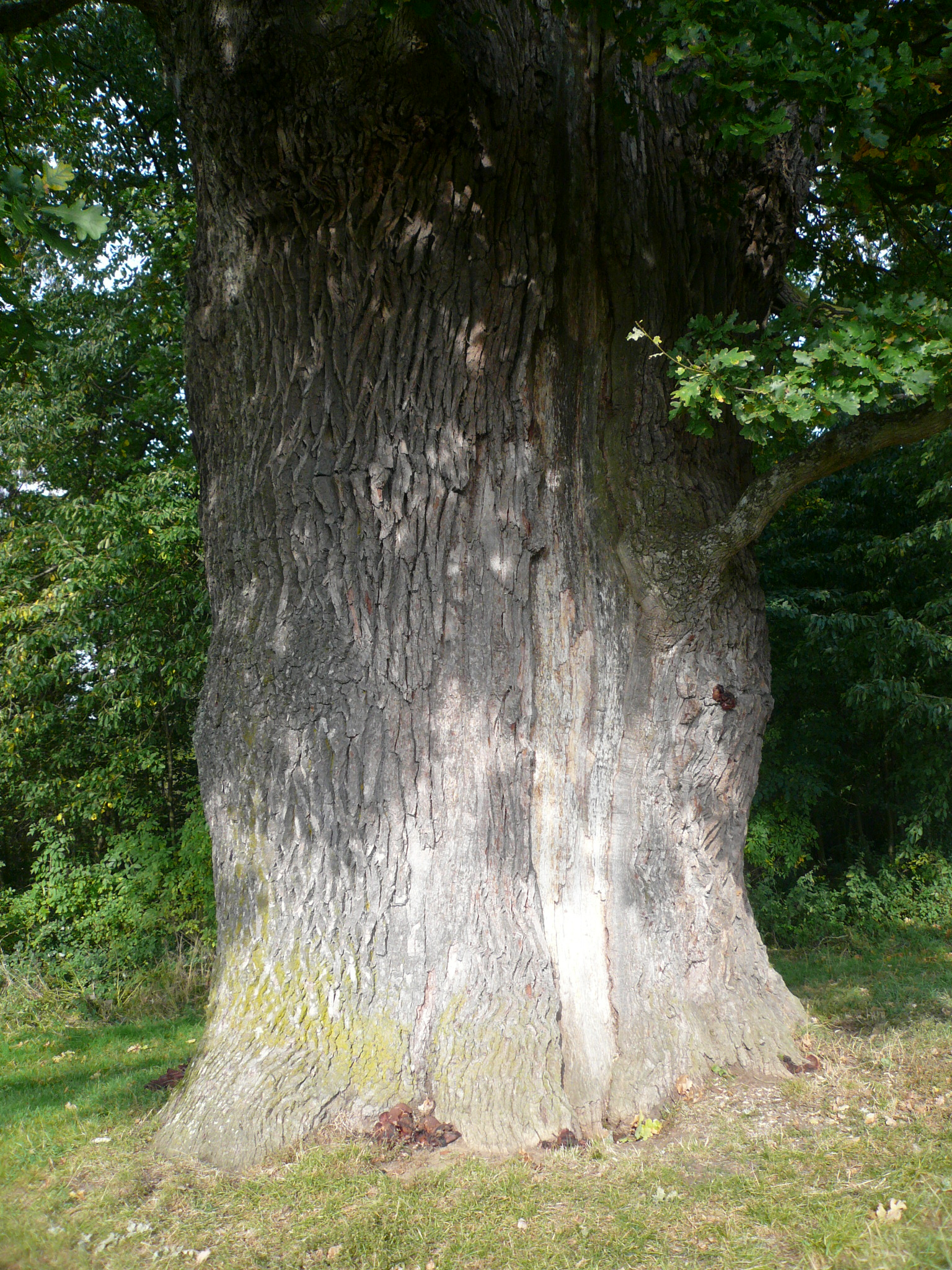